# 七星山 (臺北市)

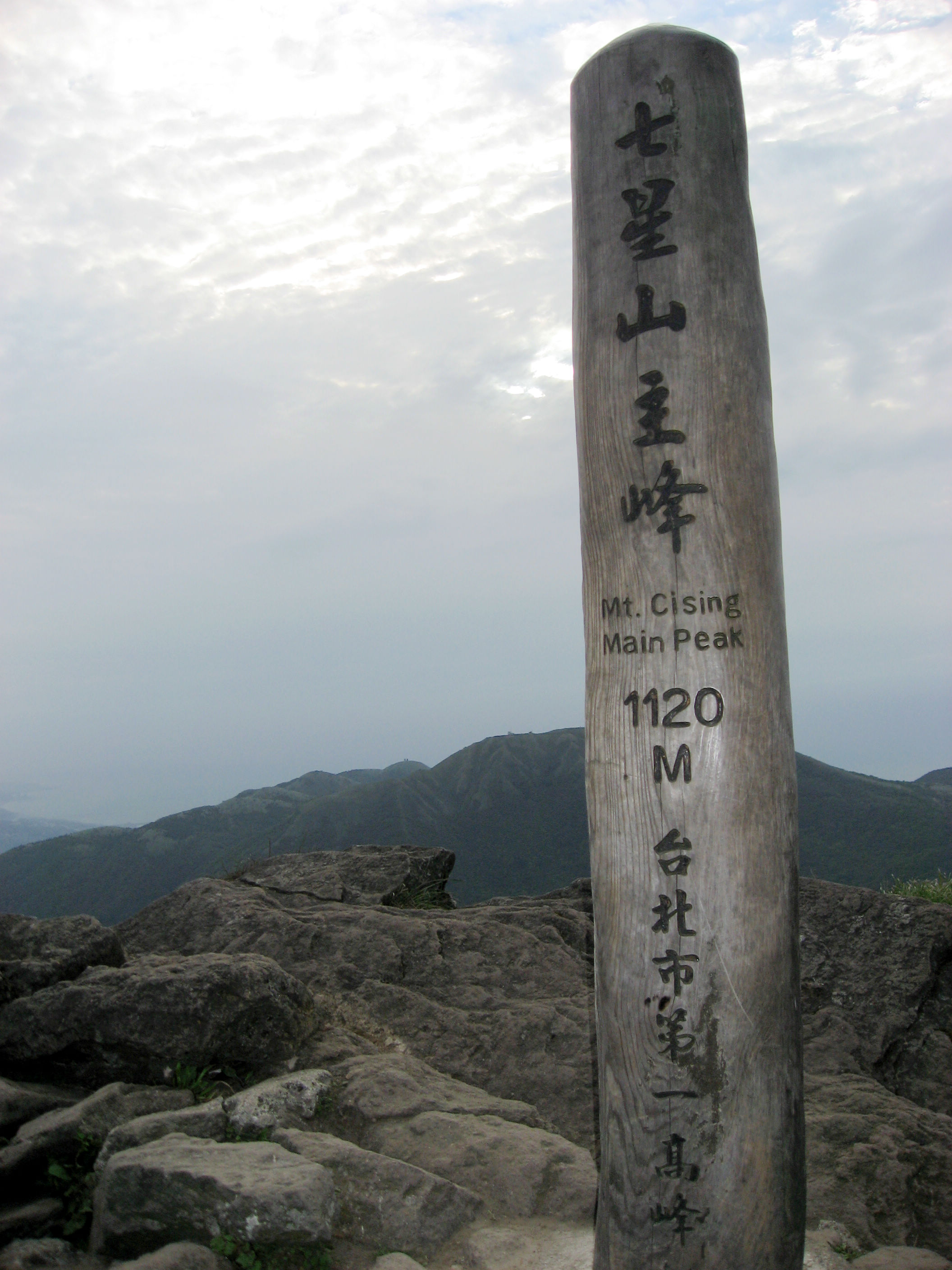
七星山主峰：海拔1120公尺

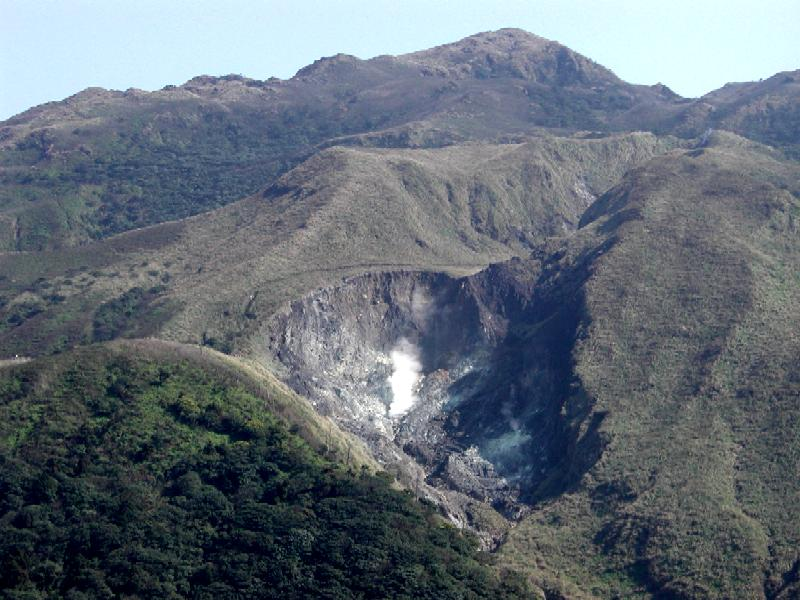
小油坑

七星山位於臺灣北部的陽明山國家公園轄區內，行政區為台北市北投區，海拔1,120公尺，是台北市第一高的。七星山為一複式火山，地理上屬於大屯火山彙，峰項置有一等三角點，山頂視野寬闊，能將整個大台北地區一覽無遺。

## 構造
七星山約在七十萬年前開始噴發，頂部原有一噴火口（為破火山口地形），但在火山噴發結束後被侵蝕成七個大小不一的山頭，如同北斗七星而得名。
七星山的東南側與西北側有斷層切過，因此產生溫泉、噴氣孔等地形景觀。由於噴出的熔岩和碎屑岩層層堆疊，而形成錐形的山體，陡峭的獨立山頭，是複式火山最明顯的特徵。位於七星山西南方不遠的紗帽山為一圓形火山丘，狀似烏紗帽而得名，因形成時的岩漿比較黏稠，流動性小，慢慢地形成造形圓滑優美的錐狀火山，為七星山的寄生火山。

## 相關

### 七星山群峰
- 七星山東峰：海拔1,107公尺，三等三角點
- 七星山南峰：海拔1,088公尺，北市地測精幹點市157基石
- 七星山北峰：海拔1,065公尺，北市地測精幹點市295基石
- 七星山西峰：海拔987公尺，北市地測精幹點市226基石
- 七星山西北峰：海拔943公尺，北市地測精幹點238號基石
- 七星山北北峰：海拔968公尺，北市地測精幹點市260基石
- 七星山南南峰：海拔759公尺，北市地測精幹點市259基石

### 地質景觀
- 小油坑：位於七星山西北麓的噴發口
- 大油坑：位於七星山東麓的噴發口，規模較大
- 夢幻湖：七星山東南麓的濕地，目前規畫為生態保留區
- 紗帽山、七股山：七星山的寄生火山
- 冷水坑[[[Wikipedia:格式手册/链接#章節|錨點失效]]]、竹子湖：七星山下平坦聚落，為堰塞湖遺址。

### 想像的人文景觀
- 凱達格蘭遺跡：飛碟學家何顯榮認為位於七星山山腰的一塊大石，是凱達格蘭族祭壇的地方、巨石古文明，實際作用學界目前尚在爭論中，未有定論。[1]2004年，陽明山國家公園管理處委託中華民國國家公園學會進行「七星山天坪與凱達格蘭文明研究」，初步的結果，認為該「遺跡」並非過去人類行為的遺留，相關考古發掘亦未發現早期人類遺留，因此無法證明該區域與「凱達格蘭文明」有關。[2]

### 地名
- 七星郡 - 1920~1945年成立的行政區，以七星山在境內得名。現台北市有七星農田水利會。

## 腳注
1. ↑  林勝義，何顯榮/著,"台灣：人類文明原鄉",出版社：台灣飛碟,2003年10月02日.ISBN 9573018802 （中文）

## 外部連結
- 大屯火山群的故事（页面存档备份，存于）
- 休閒遊憩主題網 七星山登山步道 臺北市政府工務局大地工程處（页面存档备份，存于）